# International Food Standard

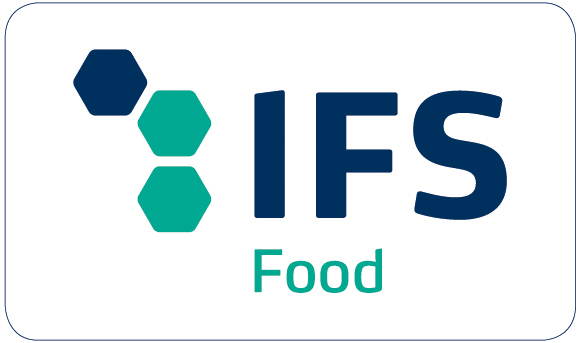
Logo International Featured Standards IFS

International Food Standard (IFS) – międzynarodowy standard bezpieczeństwa żywności opracowany w 2002 roku przez przedstawicieli niemieckiego handlu detalicznego. Jest standardem powszechnie uznawanym w całej Europie Zachodniej (z wyjątkiem Wielkiej Brytanii, gdzie obowiązuje standard BRC).

## Standard IFS
Celem standardu IFS (podobnie jak innych standardów oceny dostawców - np. BRC) jest minimalizacja ryzyka wystąpienia zagrożeń bezpieczeństwa żywności producentów współpracujących z sieciami handlowymi. W szczególności dotyczy to sytuacji dostarczania produktów pod marką własną dla sieci handlowej.
Na standard IFS składają się następujące elementy:
- BRC, SQF, ISO 9000
- wymagania Codex Alimentarius
- obowiązujące Prawo Krajowe
- wymagania HACCP, GMP, GHP
- Europejski System Jakości

Z tych wymagań wynika, że wdrożenie standardu IFS wiąże się zarówno z posiadaniem sprawnie funkcjonującego systemu HACCP, jak i udokumentowaniem pochodzenia surowców oraz zdefiniowaniem możliwych zagrożeń i opracowaniem metod ich zapobiegania. Niezbędne jest także przeszkolenie kadry kierowniczej i pracowników z wymagań bezpieczeństwa żywności. Posiadanie IFS jest przede wszystkim wymagane od wszystkich dostawców sieci handlowych pochodzących z Niemiec (np. Lidl, Real) i Francji (np. Auchan, Carrefour).
W 2012 roku została wydana zaktualizowana wersja IFS Food version 6, które zaczęła obowiązywać od 1 lipca 2012. Od tego momentu stała się ona wersją obligatoryjną dla wszystkich audytów i certyfikacji. Nowy standard IFS wersja 6 wprowadza nowe wymagania jakości dotyczące kontroli masy, etykietowania oraz prowadzenia zapisów w listach kontrolnych na zgodność z GFSI. Standard IFS wersja 6 zawiera także aktualne informacje na temat procesu certyfikacji oraz programu oceniającego pracę jednostek certyfikujących.
Podstawowe różnice między wersją 5 a 6 standardu IFS:
- nowa punktacja
- usunięcie wymagań powtarzających się w wersji 5
- treść standardu zawiera odniesienie do dokumentów, których celem jest wyjaśnienie poszczególnych wymagań
- zastosowanie nowego słownictwa w celu lepszego zrozumienia wymagań standardu
- nowa struktura listy kontrolnej – zgodność z GFSI Recognised Schemes v 6.1
- obowiązek stosowania wszystkich wymagań zawartych w rozdziale 6 „Food Defense”
- produkty muszą spełnić więcej niż dotychczasowo wymagań jakościowych (nacisk na zgodność z wymaganiami określonymi przez klienta oraz specyfikacją samego produktu, przeprowadzanie analiz, kontrola masy produktu oraz jego znakowanie, większe wymagania odnoszące się do pakowania żywności)
- ulepszenie zasad obliczania czasu trwania audytu certyfikującego
- poszczególne branże przemysłu będą miały przynależnych do nich audytorów IFS
- stworzenie programu oceniającego jednostki certyfikujące
- określenie nowych wymagań jakie muszą spełnić poddostawcy
- darmowy dostęp do normy IFS

### Kategorie IFS
- podstawowa
- wyższa
- dla wdrożeń wzorcowych